# おしどり
おしどりは幕末から明治ごろの女性の髪形。
姿が美しい水鳥のオシドリを模したもので、主に京都や大阪の十代後半の婚約を終えたばかりの娘や嫁いで間もない若妻たちに広く結われた。
島田髷の一種で、中でも少女向きの髷である結綿の変形に当たる。

## 特徴
根の低い島田髷に手絡を結んだ結綿が原型で、おしどりはこの結綿に「橋の毛」をアーチ状にかけたもの。
「橋の毛」の先がゆるいカーブを描いて上に跳ねる様子が、オシドリの冠毛に似ていることから「おしどり」の名が付いた。
「橋の毛」とは「油付け」という髪油で帯状に固めた一種の細長いヘアピースを髷に留めたものをいい、特に島田髷の系統の多くは「橋の毛」の有無で髪形の名称が変わる。
おしどりには雄と雌の二種があり、雄のオシドリを模した「おんおしどり」は実際の雄のオシドリのように華やかな印象で使用する髪飾りが多いが、雌のオシドリである「めんおしどり」は同じ形だが髪飾りの少ない地味なものである。
これはかつて、この髪形を結う少女が好みによって、雌雄を結い分けていたから生まれた違いのようである。
この雌雄の区別であるが諸説あり、島田髷に橋の毛を掛けたものを雄、桃割れに橋の毛を掛けたものが雌とする説やその反対の説、また高島田に橋を掛けたものを雄・結綿に橋を掛けたものが雌とする説、関東と関西では別なものであるなど諸説ある。
現在も成人式などで雌雄どちらを結うかは個人の好みに任されるが、振袖に合わせてか派手な「おんおしどり」を結うことが多い。
現在でも既婚者がおしどりを結うのはまれである。

## 関係項目
- 上村松園 - 日本画作品「鴛鴦髷」[1][2]がある。